# Roundup
Unter dem Markennamen Roundup wird seit 1974 in über 130 Ländern eine Serie von Breitbandherbiziden vertrieben, die in der Landwirtschaft Anwendung finden und auch von Hobbygärtnern verwendet werden. Breitbandherbizide wirken unspezifisch gegen viele Pflanzenarten.
Bis zum Jahr 2000 wurde Roundup durch den Erfinder und Patentinhaber Monsanto, welcher in einer Übernahme im Juni 2018 Teil des Konzerns Bayer AG wurde, hergestellt bzw. lizenziert. Im Privatverbraucherbereich wird Roundup in den USA und fast allen Ländern Europas exklusiv von The Scotts Miracle-Gro Company (deutsche Tochterfirma: Scotts Celaflor GmbH, Mainz) vermarktet.
Die Europäische Chemikalienagentur (ECHA) stufte im März 2017 den in den meisten Roundup-Produkten enthaltenen Stoff Glyphosat nicht als krebserregend ein. Die Internationale Agentur für Krebsforschung (IARC), eine Unterorganisation der Weltgesundheitsorganisation (WHO), stufte Glyphosat im März 2015 als „wahrscheinlich krebserregend“ ein. Das ebenfalls bei der WHO angesiedelte Gremium „Joint Meeting on Pesticide Residues“ (JMPR) kommt laut Angabe des Bundesinstitut für Risikobewertung (BfR) so wie Bewertungsbehörden in der EU, in den USA und in Kanada zu dem Ergebnis, dass nach dem derzeitigen Stand der Wissenschaft bei bestimmungsgemäßer Anwendung von Glyphosat kein gesundheitliches Risiko für den Menschen zu erwarten sei. Dem schloss sich auch der Gemeinsame FAO/WHO-Sachverständigenausschuss für Pestizidrückstände (JMPR) an. Dessen Bewertungen zufolge seien die über die Nahrung aufgenommenen Rückstände von Glyphosat beim Menschen wahrscheinlich nicht genotoxisch und nicht kanzerogen.

## Zusammensetzung
Der Wirkstoff ist das für fast alle Pflanzenarten toxische Glyphosat. Es hemmt die pflanzliche 5-Enolpyrovylshikimat-3-phosphatsynthase (EPSP-Synthase) und somit die Synthese aromatischer Aminosäuren. Die einzelnen Roundup-Produkte unterscheiden sich in der Salzformulierung, dem Medium (Lösung in Wasser oder als Granulat) sowie der Glyphosatkonzentration. Beispiele für Salzformulierungen sind das Glyphosat-Ammonium-Salz und das Glyphosat-Isopropylammoniumsalz. Um eine bessere Haftung an den Pflanzen zu erreichen, werden Netzmittel verwendet. Meistens handelt es sich dabei um mehrfach ethoxyliertes Talgamin (engl.: polyethoxylated tallow amine, abgekürzt POEA; auch Tallowamin), das bei Roundup einen Anteil von bis zu 15 % ausmacht.
Auf dem Markt gibt es seit Dezember 2016 auch das Roundup-Produkt „Roundup AC“ ohne Glyphosat. Hier kommt der Wirkstoff Essigsäure zum Einsatz. Es ist nicht bekannt, ob weitere Hilfsstoffe verwendet werden.

## Verwendung in der Landwirtschaft

### Klassische Unkrautbekämpfung

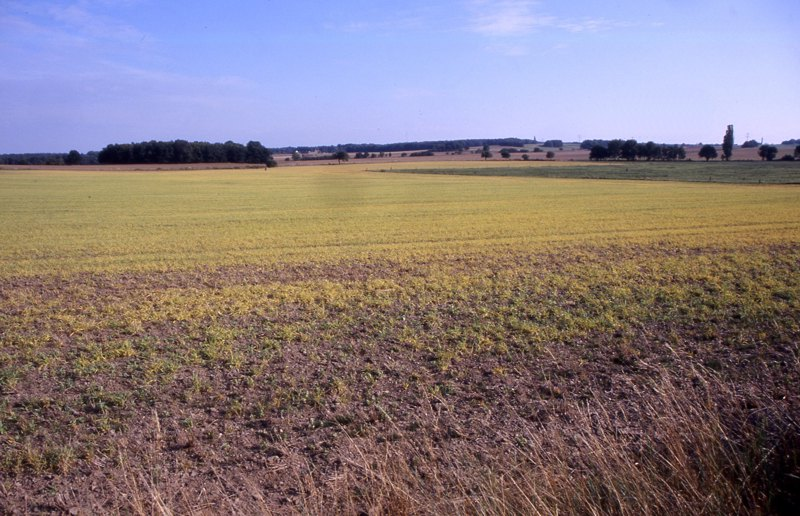
Roundup-Einsatz auf einem Acker nördlich von Dresden

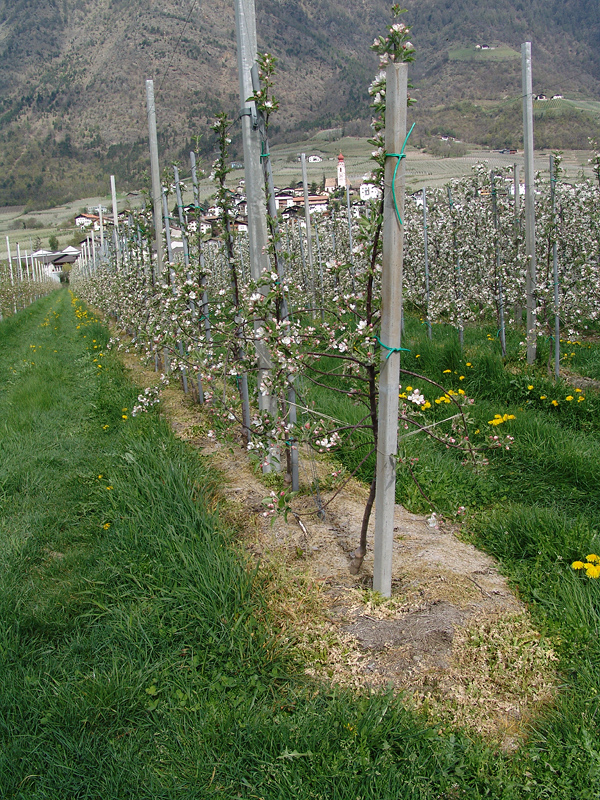
Roundup-Einsatz als Alternative zum Freihalten der Baumscheibe von Bewuchs mit mechanischen oder thermischen Mitteln

In der Landwirtschaft wird Roundup seit 1974 verwendet, um Unkraut oder konkurrierende Pflanzen von Äckern vor Aussaat der Kulturpflanze (Vorauflaufherbizid) abzutöten.
Roundup wirkt ausschließlich über grüne Pflanzenteile und nicht über die Wurzel. Es ist somit möglich, in einem Arbeitsgang Unkraut zu bekämpfen und zusätzlich eine frische Saat („im Vorauflauf“) einzubringen. Deren Keimung und Wuchs werden nicht negativ beeinflusst.
Auch im Weinbau wird Roundup verwendet, um den Unterstockbereich freizuhalten. Solange bei der Anwendung keine Blätter der Reben getroffen werden, schadet diese Anwendung den Reben nicht.

### Verwendung mit gentechnisch veränderten Pflanzen
Parallel zu Roundup vertreiben Monsanto und andere Unternehmen gentechnisch verändertes Saatgut von Mais, Soja, Raps und Baumwolle, das eine Resistenz gegenüber der herbiziden Wirkung von Glyphosat aufweist.
Die Pflanzen-DNA wird durch das Bodenbakterium Agrobacterium tumefaciens als Genfähre so verändert, dass entweder die Erbinformation für eine Glyphosat-unempfindliche EPSP-Synthase aus Salmonellen übertragen oder nur der Aktivator bzw. der Promotor für das EPSP-Synthase-Gen durch einen sehr viel stärkeren ersetzt wird. Die Pflanze übersteht dadurch auch die Anwendung von Roundup.
Die Einführung von herbizidresistenten Pflanzen führte zu einer Ausweitung der pfluglosen Bewirtschaftung, wodurch Bodenerosion, Kraftstoffverbrauch und Treibhausgasemissionen zurückgegangen sein sollen. Für die Landwirte in Entwicklungsländern sollen sich tendenziell Ertrags- und Einkommenszuwächse, in Industrieländern vor allem Arbeitsersparnisse ergeben. Es wird zudem aus Indien von einer Abnahme der Pestizidvergiftungen unter Anwendern von gentechnisch veränderter Baumwolle berichtet.

### Problem der Resistenzbildung

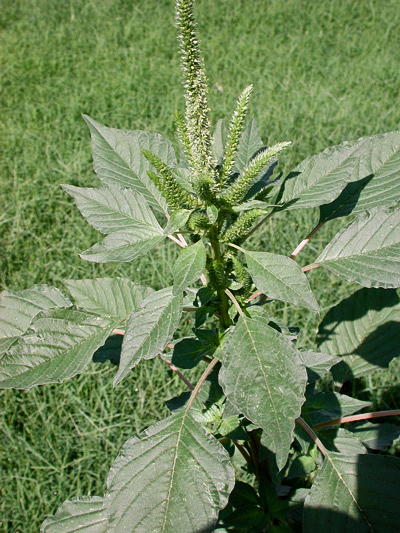
Amaranthus palmeri; die Pflanze gehört zu den bekanntesten Superunkräutern und hat eine Glyphosatresistenz entwickelt

Laut der Organisation WeedScience gab es 2011 weltweit insgesamt 21 glyphosatresistente Unkräuter. Bei ALS-Inhibitoren (Acetolactat-Synthase, z. B. Chlorsulfuron), welche die Grundlage für andere chemische Unkrautbekämpfungsmittel bilden, sind es 113 beobachtete Resistenzen. Diese bei Glyphosat nach über 30 Jahren Gebrauch recht niedrige Rate könnte nach Meinung von Unkrautforschern der Iowa State University bei ausschließlichem Gebrauch von Roundup gefährdet sein, weshalb sie ein differenziertes Modell der Bekämpfung empfehlen, zum Beispiel Wechsel mit anderen Herbiziden.

## Vorschriften für Hobbygärtner
In Deutschland dürfen Roundup-Produkte in Mengen ab einem Liter nur von Personen mit Sachkundenachweis angewendet werden. Einzelne Roundup-Produkte sind auch für den Haus- und Kleingartenbereich zugelassen, sofern sie nur in Kleinstgebinden abgegeben werden. Nach § 6 Abs. 2 PflSchG dürfen Pflanzenschutzmittel auf Freilandflächen nur angewandt werden, wenn diese landwirtschaftlich, forstwirtschaftlich oder gärtnerisch genutzt werden. Herbizide dürfen ebenfalls nicht in oder unmittelbar an oberirdischen Gewässern und Küstengewässern angewandt werden. Außerdem ist die Anwendung auf versiegelten Flächen, zu denen gepflasterte oder asphaltierte Wege und Terrassen zählen, nur mit Genehmigung der zuständigen Behörde zulässig. Bei Zuwiderhandlung sind Geldbußen bis zu 50.000 € vorgesehen.
In der Schweiz gibt es folgende Anwendungsverbote:
- 3 m um Feldrandhecken
- 3 m um die Bestockung von Waldrändern
- 3 m bis 6 m um oberirdische Gewässer wie Teiche und Bäche
- in der Zone S1 von Grundwasserschutzgebieten
- auf Terrassen und Dächern
- an oder auf Wegen und Straßen
- an Böschungen und Grünstreifen

In Frankreich gilt seit Juni 2015 ein Verkaufsverbot durch Gartenzentren. Die damalige Umweltministerin Ségolène Royal verwies auf die Berufskrankheiten, die bei Landwirten und Weinbergarbeitern anerkannt sind.

## Nutzung von Roundup durch Städte und Gemeinden
Im Zuge der Diskussion um die gesundheitlichen Risiken von Glyphosat hat das Umweltministerium von Rheinland-Pfalz im Juli 2015 den Einsatz von glyphosathaltigen Herbiziden auf öffentlichen Flächen in Rheinland-Pfalz verboten. Auch in anderen Regionen Deutschlands wird versucht, den Einsatz von Roundup zu vermindern. Der zunehmende Verzicht auf Roundup im öffentlichen Bereich hat jedoch auf lokaler Ebene verstärkt zu Diskussionen geführt, welche Standards bei der Unkrautbekämpfung gelten sollen und welche alternativen Wege zur Unkrautbekämpfung gewählt werden. Während ein Teil der Kommunen sich teilweise frühzeitig auf einen Verzicht auf Roundup eingestellt hat und dabei zum Teil geringere Standards bei der Unkrautbekämpfung akzeptiert, berichten andere Kommunen über praktische Probleme mit Alternativen zum Roundup-Einsatz, insbesondere über Mehrkosten und vereinzelt auch über eine verstärkte Kritik an vermehrtem Unkraut auf öffentlichen Grünflächen.
Die Bezirksregierung von Los Angeles hat im März 2019 mit sofortiger Wirkung ein Anwendungsverbot für alle ihre Behörden erlassen. Zuvor hatte bereits die Stadt Miami ein Verbot für öffentliche Anlagen in Kraft gesetzt.

## Toxikologie
Eine Reihe von Studien und Tierversuchen in den 1990er Jahren fand zunächst keine Hinweise auf eine karzinogene Wirkung von Glyphosat. Die Environmental Protection Agency stuft die Toxizität von Glyphosat als niedrig ein. Wenn Roundup gemäß der Gebrauchsanweisung verwendet werde, seien toxische Effekte unwahrscheinlich. Eine umfangreiche Risikobewertung erschien 2000 und sah „unter derzeitigen und zu erwartenden Gebrauchsbedingungen“ keine Gesundheitsrisiken durch Roundup oder einen der Inhaltsstoffe. Das Bundesinstitut für Risikobewertung bewertete die Hauptaussagen (s. a. Séralini-Affäre) der am 19. September 2012 veröffentlichten Langzeitstudie „Long term toxicity of a Roundup herbicide and a Roundup-tolerant genetically modified maize“ von Gilles-Éric Séralini et al. als „unzureichend belegt“. Eine ebenso kritische Würdigung der Arbeit nahm im Juli 2015 IARC vor, die die Séralini-Arbeit in der Glyphosatmonographie als unzureichend für eine Auswertung einstufte („inadequate for evaluation“). Die Vereinigung Deutscher Wissenschaftler verlieh hingegen zusammen mit der IALANA für die Studie Séralini 2015 den Whistleblower-Preis.
Roundup besitzt, gemäß Wissenschaftlern von Monsanto, aufgrund der beigemischten Netzmittel eine höhere Toxizität als Glyphosat, insbesondere bei Wassertieren. Das ursprüngliche Roundup-Produkt gilt als nicht toxisch für Honigbiene und Kompostwurm, leicht toxisch für Ratte und Virginiawachtel und als moderat toxisch für Regenbogenforelle, Blauen Sonnenbarsch und Wasserfloh. Das deutsche Bundesamt für Verbraucherschutz und Lebensmittelsicherheit (BVL) hat daher Ende 2008 gegenüber den Zulassungsinhabern von Roundup und anderen Pflanzenschutzmitteln, denen Tallowamin beigefügt ist, in einem Expertengespräch eine „dringende Empfehlung“ ausgesprochen, diesen Beistoff bis Ende des Jahres 2010 durch einen anderen zu ersetzen. Monsanto hat gegen die Aufforderung Widerspruch eingelegt.
Die Toxizität von Glyphosat für Amphibien wurde für 20 Arten aus drei Kontinenten getestet. Nach Wissenschaftlern von Monsanto beträgt die geringste festgestellte letale Dosis (bei der empfindlichsten Art im empfindlichsten Entwicklungsstadium) 0,88 mg a.e./l (a.e. für acid equivalent) für den Krallenfrosch. Der niedrigste Wert aus Zulassungsstudien beträgt 1,7 mg/l für eine Fischart. Toxische Stoffe werden nur zugelassen, wenn die erwartbare Exposition mindestens zehnmal (USA) bzw. hundertmal (EU) geringer ist als die geringste in Zulassungsstudien gefundene letale Dosis. Der Schutz für Fische deckt somit auch Amphibien ab.
Tatsächlich beobachtete Expositionswerte lägen nach einer Studie von Wissenschaftlern von Monsanto jedoch deutlich unter den geringsten letalen Dosen. Die in einer 2002 durchgeführten Untersuchung von 51 Gewässern im mittleren Westen der USA maximal gemessene Expositionswert betrug 8,7 µg a.e./l und 95 % der Werte lagen zwischen 0,45 und 1,5 µg a.e./l. An 30 in den Jahren 2004 und 2005 untersuchten Standorten im südlichen Ontario betrug der maximale beobachtete Expositionswert 40,8 µg a.e./l. In Feuchtgebieten mit bekannten Amphibienpopulationen liegen die Werte typischerweise unter 21 µg a.e./l. Die in der Natur gemessenen Expositionswerte liegen damit deutlich unter den im Labor festgestellten letalen Dosen.

### Gesundheitsgefahren für den Menschen

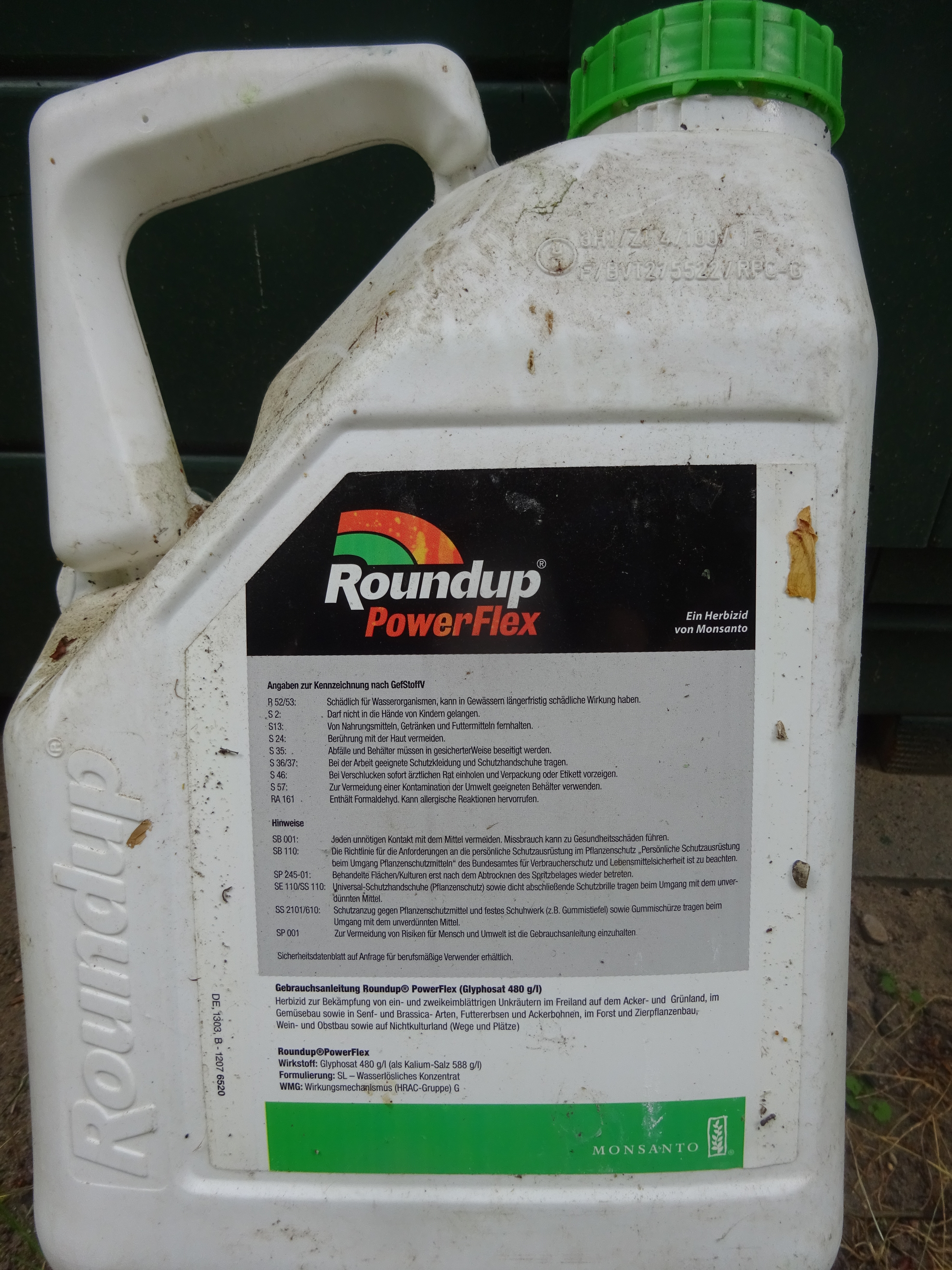
5-Liter-Gebinde Roundup PowerFlex

Im Rahmen des Zulassungsverfahrens von Glyphosat wurde ein Einstufungsvorschlag bei der ECHA eingereicht, der am 15. März 2017 vom zuständigen Ausschuss für Risikobewertung (RAC) der ECHA wie folgt entschieden wurde: Eye Damage 1, H318 und Aquatic Chronic 2, H441. Laut RAC erfüllen die vorhandenen wissenschaftlichen Erkenntnisse nicht die Kriterien der CLP-Verordnung für eine Einstufung als spezifisch organtoxisch, krebserzeugend, mutagen oder reproduktionstoxisch. Die ECHA-Einstufungen basieren auf der Gefährdung („Hazard“) und ziehen Exposition und Risiko nicht in Betracht.
Das Netzmittel Tallowamin wirkt zellschädigend. Für menschliche Plazentazellkulturen liegt die letale Dosis von Roundup laut einer Studie bei 2,52 g/l, für andere menschliche Zellkulturen bei einer Verdünnung zwischen 0,01 und 0,001 %.
Eine Bewertung der Internationalen Agentur für Krebsforschung (IARC) vom März 2015 kommt zum Ergebnis, dass es begrenzte Nachweise an Menschen für das krebserzeugende Potenzial von Glyphosat gebe, während die Beweislage ausreichend wäre, dass die Substanz bei Ratten und Mäusen zu Tumoren führe. IARC stuft Glyphosat daher in die Kategorie 2A (wahrscheinlich krebserzeugend für den Menschen, probably carcinogenic to humans) ein.
Die in detaillierten Studien zur Exposition von Landwirten beobachtete maximale systemische Exposition beträgt nach Angaben von Wissenschaftlern von Monsanto 0,004 mg/kg. Der maximale Wert ohne toxische Wirkung (NOEL) beträgt 175 mg/kg.
Die Environmental Working Group (EWG) veröffentlichte August 2018 eine Studie mit dem Titel „Roundup for Breakfast?“ (Roundup zum Frühstück?) Laut EWG belegten unabhängige Untersuchungen, dass in zahlreichen Frühstücksprodukten wie Cheerios, Quaker Oats, General Mills und Kellogg’s aus Hafer in den USA Glyphosat enthalten ist. Und zwar so viel, dass es über dem von der EWG für Kindergesundheit zulässigen Grenzwert lag. Bei 43 von 45 untersuchten Produktproben waren demnach der Grenzwert überschritten worden.

### Kontroversen
2005 erschien eine Reihe von Studien von Relyea u. a., in denen die Wirkung einer nicht für aquatische Lebensräume zugelassenen Formulierung von Roundup auf Amphibien getestet wurde. Die niedrigen Überlebensraten werden von den Autoren als signifikanter Beitrag zu einem globalen Amphibiensterben gedeutet. So wurden Kaulquappen in einem Tank alle vier Tage mit dem Mittel besprüht, was nach drei Wochen zum Tod aller Tiere führte. Die Studien wurden wegen verschiedener Aspekte kritisiert. Das benutzte Roundup enthalte das Netzmittel Polyethoxylated Tallowamine (POEA) – genau wegen der Giftigkeit dieses Netzmittels sei die Roundup-Formulierung für aquatische Anwendungen nicht zugelassen. Auch die extrem hohe Dosis sei unrealistisch. Von den Experimenten könne nicht auf die Verantwortung glyphosathaltiger Herbizide auf einen globalen Rückgang von Amphibien geschlossen werden. Auch Monsanto kritisierte die Studie aufgrund von Bedingungen und Annahmen, die bei der Anwendung von Roundup nicht erfüllt seien.
Die halbmaximale Inhibitionskonzentration (IC50) von Progesteron bei Mäusezellkulturen liegt nach einer Studie bei 24,4 mg/l für Roundup. Das Schlüpfen von Seeigelembryonen wurde laut einem Experiment bei einer Behandlung mit 0,2 % Roundup um 128 Minuten verzögert, und die ersten Zellteilungen werden durch Konzentrationen von Roundup ab 8–12 mM gestört. Die Wissenschaftler leiten daraus die Empfehlung ab, Roundup nicht einzuatmen, da dies Krebs verursachen könnte.
Laut der ehemaligen Bundesverbraucherschutzministerin Aigner sind den Behörden die Untersuchungen an Zellkulturen bezüglich der zellschädigenden Auswirkungen von Glyphosat bekannt. Die kürzlich durchgeführte Bewertung hierzu habe ergeben, dass die Versuchsanordnungen nicht unter realistischen oder erwartbaren Bedingungen erfolgt seien und die für die Beurteilung der Humantoxizität durchgeführte Tierversuche hätten keine Hinweise auf Schädigungen des Menschen „bei sachgerechtem und bestimmungsgemäßem Umgang“ geliefert. Es bestehe daher „zurzeit kein sachlicher Grund, Zulassungen zurückzunehmen und die Anwendung dieser Mittel zu verbieten“. Bezüglich der POEA-haltigen Beistoffe seien die Zulassungsinhaber vom BVL jedoch aufgefordert worden, weitere Studien und Informationen vorzulegen. Das Bundesamt für Verbraucherschutz und Lebensmittelsicherheit hat im Juni 2010 für alle glyphosathaltigen Pflanzenschutzmittel, die POEA enthalten, die Auflagen VV 207 („Im Behandlungsjahr anfallendes Erntegut/Mähgut nicht verfüttern.“) bzw. VV 208 („Im Behandlungsjahr anfallendes Erntegut/Mähgut der ersten Nutzung nach der Behandlung nicht verfüttern.“) vergeben.
Die Nichtregierungsorganisation Earth Open Source warf der EU-Kommission im Juni 2011 vor, Studien von Paganelli u. a. oder Carrasco u. a. ignoriert zu haben, die gezeigt hätten, dass Roundup und Glyphosat kanzerogen, teratogen, neurotoxisch und endokrin wirksam seien. Bei der Ablehnung dieser Ergebnisse habe sich die EU-Kommission im Wesentlichen auf Einschätzungen von deutschen Behörden berufen. Monsanto schrieb in einer ersten Reaktion, Earth Open Source bringe keinerlei neuen toxikologischen Beweise und würde umfassendes Datenmaterial ignorieren, welches die Sicherheit von Roundup gezeigt habe. Carasco u. a. haben laut Monsanto unrealistische und irrelevante Expositionsszenarien konstruiert. Schon zuvor hatte Earth Open Source angegeben, der Europäischen Behörde für Lebensmittelsicherheit mangele es an Unabhängigkeit. Die EFSA erklärte, die Autoren von Earth Open Source unterlägen einer Reihe von fundamentalen Falscheinschätzungen hinsichtlich der Arbeit der Behörde. Die Agentur für Gesundheit und Ernährungssicherheit und das Bundesamt für Verbraucherschutz und Lebensmittelsicherheit sehen in den Veröffentlichungen von Benachou und Seralini (2009) oder Paganelli u. a. (2010) zur potenziellen Toxizität von Glyphosat und Glyphosat-basierten Herbiziden keine neuen Erkenntnisse. Den Studien seien verschiedene methodologische Mängel anzulasten, etwa ist die Aussagekraft von Zellkulturexperimenten sehr gering.
In der ZDF-Dokumentation „Das stille Gift“ vom Mai 2013 wurde kritisiert, dass die beratende Kommission für Pflanzenschutzmittel und ihre Rückstände beim Bundesamt für Verbraucherschutz und Lebensmittelsicherheit nicht neutral sei, da sie auch mit Vertretern der Pflanzenschutzmittelhersteller besetzt sei. Das Zulassungsverfahren für Pflanzenschutzmittel wurde ferner als intransparent bezeichnet, da die wesentlichen Studien zum Gefahrenpotential von der Industrie erstellt werden. Ihr Inhalt werde als Betriebsgeheimnis eingestuft und sei für die Öffentlichkeit nicht einsehbar.
Das Bundesbezirksgericht für Northern California in San Francisco gab im August 2018 der Klage des ehemaligen Hausmeisters eines Schulbezirks Dewayne Johnson gegen den Agrarkonzern Monsanto (jetzt Bayer AG) auf Schadenersatz wegen des erlittenen Lymphdrüsenkrebs aufgrund des über mehrere Jahre eingesetzten Unkrautvernichters Roundup mit dem umstrittenen Wirkstoff Glyphosat Recht und verurteilt Monsanto auf Zahlung von 289 Millionen US-Dollar. Die Geschworenen sahen es als erwiesen an, dass der Nutzer nicht ausreichend über die Gefahren informiert wurde.
In einem dritten US-Prozess im Jahr 2019 vermutete Brent Wisner, der Anwalt des krebskranken Ehepaars Pilliod, eine „Manipulation und Fälschung von Wissenschaft“ beim Verkauf des Stoffes. Er legte dem Gericht in Oakland am 8. Mai zahlreiche interne Monsanto-Dokumente vor. Demnach hat der Konzern nicht nur versucht, Glyphosat von der Liste „wahrscheinlich krebserregender Stoffe“ der US-Umweltbehörde EPA streichen zu lassen, indem die Firma bestimmte Wissenschaftler für Gefälligkeitsgutachten bezahlte. Der Mailverkehr zwischen Monsantos oberstem Wissenschaftler William Heydens und anderen Monsanto-Forschern, den Wisner dem Gericht vorlegte, zeigt seiner Meinung nach, dass konzerneigene Schreiber im Vorfeld der negativen WHO-Entscheidung über Glyphosat versucht haben, als Ghostwriter Studien für andere, angeblich „unabhängige“ Experten zu verfassen: „Wir würden die Kosten niedrig halten, wenn wir (also Monsanto) das Schreiben übernehmen und Sie bloß redigieren und sozusagen Ihre Namen daruntersetzen“, heißt es in einer dem Gericht vorgelegten Nachricht Heydens im Februar 2015.

## Wirkung in der Umwelt
Die verschiedenen Roundup-Formulierungen enthalten neben Glyphosat auch andere Chemikalien, weswegen es unterschiedliche Wirkungen in der Umwelt gibt. Grundsätzlich müssen in Deutschland beim Einsatz von Roundup Abstandsauflagen zu Gewässern und Landschaftselementen beachtet werden, in einigen deutschen Bundesländern sind diese in Sondergebieten aufgehoben (z. B.: im Marschland, das mit Gräben durchzogen ist, weswegen dort kein Abstand eingehalten werden kann). Ob ein Zusammenhang zwischen der (Wasser)temperatur und der Toxizität bei Amphibien und Reptilien besteht, ist aufgrund der begrenzten Datenmenge nicht belegbar.
Glyphosat weist im Vergleich mit anderen Herbiziden meist eine geringere Mobilität, Lebensdauer und eine geringere Toxizität gegenüber Tieren auf. Beispielsweise verhindern seine geringe Flüchtigkeit und hohe Dichte, dass es evaporiert und sich mit dem Wind verteilt oder in der Luft verbleibt. Glyphosat ist stabil gegenüber Hydrolyse in natürlicher Umgebung und gegenüber Photolyse bei natürlichen Lichtquellen. Glyphosat ist biologisch abbaubar, jedoch werden dabei nur 2 % in 28 Tagen abgebaut; es wird durch Mikroorganismen sowohl unter aeroben als auch unter anaeroben Bedingungen zu Kohlenstoffdioxid und dem Hauptmetabolit AMPA abgebaut. AMPA wird ebenfalls von der Bodenmikroflora zu Kohlenstoffdioxid zersetzt, allerdings mit einer langsameren Abbaurate. Studien zeigen, dass 79–86 % von Glyphosat nach 6 Monaten zu Kohlenstoffdioxid abgebaut ist. Bei 93 in Europa und Nordamerika durchgeführten Feldversuchen betrug die Halbwertszeit in allen Fällen weniger als 1 Jahr und typischerweise weniger als 38 Tage. Zudem akkumuliert sich Glyphosat nicht und hat eine geringe Bodenaktivität. Die Aufnahme von Glyphosat durch Folgepflanzen der Fruchtfolge betrug in allen vorhandenen Studien weniger als 1 %.
Das bei Roundup typischerweise verwendete Netzmittel POEA ist ebenfalls biologisch abbaubar, laut einem Sicherheitsdatenblatt nach 28 Tagen zu 55 % und nach 42 Tagen zu 72 %. Die Halbwertszeit in Wasser beträgt laut einer Studie von Wissenschaftlern von Monsanto weniger als einen Tag. Aufgrund starker Bodenadsorption wird die Bodenmobilität auf etwa 2 % geschätzt.

## Werbung
Monsanto bewarb seine Produkte Roundup UltraMax und Roundup Turbo im Jahr 2007 in Deutschland mit folgenden Worten:
- „maximale Wirkung bei nur minimaler Belastung der Umwelt“
- „Durch starke Adsorption des Wirkstoffes an Bodenteilchen erfolgt keine Verlagerung ins Grundwasser und dieser wird vollständig innerhalb von 30 bis 40 Tagen (DT50-Wert) abgebaut.“

Rein rechnerisch lässt sich aus diesen Angaben ein Zeitraum von 210 bis 280 Tagen ermitteln, in dem die Konzentration auf unter 1 % des ursprünglichen Wertes gesunken sein müsste.
In New York gab Monsanto 1996 eine Unterlassungserklärung gegenüber dem Generalstaatsanwalt ab. Darin verpflichtete sich Monsanto unter anderem, im Staat New York glyphosathaltige Pestizide nicht mehr als sicher, ungiftig, harmlos, risikofrei, biologisch abbaubar, umweltfreundlich, ökologisch vorteilhaft oder praktisch ungiftig zu bezeichnen. Das wurde unter anderem damit begründet, dass die Hinweise im Sicherheitsdatenblatt diesen Werbeaussagen widersprechen.
In Frankreich darf ein Roundupprodukt zur Gartenanwendung trotz seiner biologischen Abbaubarkeit seit 2007 nicht mehr als „biologisch abbaubar“ beworben werden. Die Fünfte Strafkammer des Amtsgerichts Lyon verurteilte zwei Führungskräfte von Monsanto und Scotts France im Januar 2007 zu einer Geldstrafe wegen irreführender Werbung. Das Gericht begründete sein Urteil damit, dass Kunden von den Etikettenbeschriftungen „biologisch abbaubar“ und „umwelt- und bodenfreundlich“ sowie dem Abbild eines Vogels auf der Verpackung zu dem Glauben verleitet werden können, Roundup als völlig und unmittelbar umweltfreundlich und biologisch schnell abbaubar anzusehen. Von Monsanto durchgeführte Studien zeigten, dass Roundup nach 28 Tagen nur zu 2 % biologisch abgebaut werde. Die Verurteilten legten Berufung ein; der Appellationsgerichtshof in Lyon und der Kassationsgerichtshof in Paris bestätigten das Urteil. Die beiden höheren Instanzen führten in der Begründung unter anderem aus, dass das verwendete Netzmittel sowie das Abbauprodukt AMPA langsamer abgebaut werden als der Wirkstoff Glyphosat selbst.
Im Jahr 2014 wird um Käufer mit der Aussage geworben: „… wenn man Roundup verwendet, ist das Unkraut bekämpft und treibt nicht wieder aus.“

## Filme
- Monsanto, mit Gift und Genen (Originaltitel: Le monde selon Monsanto). Dokumentarfilm, 2008, Regie:  Marie-Monique Robin.
- Roundup, der Prozess. Frankreich, 2017, 90 Minuten, Regie:  Marie-Monique Robin. In: Arte am 17. Oktober 2017 (Online vom 17. Oktober bis zum 16. Dezember 2017).